# Universidad Federal Fluminense
La Universidade Federal Fluminense (UFF) es una institución pública de enseñanza superior con sede principal en la ciudad fluminense de Niterói. Se fundó en 1960, cuando Niterói aún era la sede del Estado de Río de Janeiro y se llamaba Universidade Federal do Estado do Rio de Janeiro (nombre que hoy designa a la UNIRIO, otra universidad del mismo estado). En 1975 adoptó el nombre actual. 

## Historia
La UFF fue creada en 1960, con el nombre de Universidad Federal del Estado de Río de Janeiro(UFERJ). Se originó a partir de la incorporación de cinco facultades federales ya existentes en Niterói (Derecho, Medicina, Odontología, Farmacia y Veterinaria) y tres escuelas estatales (Ingeniería, Trabajo Social y Enfermería) y la agregación de dos facultades privadas (Filosofía y Ciencias Económicas), que posteriormente fueron federalizadas e incorporadas, teniendo su nombre actual, Universidad Federal Fluminense homologado por la Ley nº 4.831, del 5 de diciembre de 1965.
Al principio, la vida institucional de la recién creada universidad fue turbulenta debido a una acérrima lucha por el poder, en parte debido a la heterogeneidad de su formación y la indefinición estatutaria. Con la instauración del gobierno militar en el país, la UFF se acomodó estructuralmente al modelo impuesto por la Ley nº 5.540/68, que impuso la constitución interna de las unidades departamentales y la agregación de las unidades en centros temáticos. En cuanto a los fines, el principal objetivo de la UFF fue la enseñanza, lo que no la diferenciaba de otras universidades brasileñas, encargadas de formar recursos humanos para el desarrollo del país, profesionalizándolos. La investigación tuvo un papel más formal. A la extensión le correspondieron diversas funciones, contextualizadas según las políticas internas y externas. El estatuto de la universidad fue aprobado por el Consejo Federal de Educación en 1969.
En 1977, la sección sur del Aterro de Praia Grande, una área ganada al mar en la parte costera de Niterói dentro de la Bahía de Guanabara, fue expropiada por el Gobierno Federal para la construcción del campus de la Universidad Federal Fluminense, donde hasta entonces sus diversas facultades estaban dispersas por la ciudad, constituyendo así los actuales Campus de Gragoatá y Campus de Praia Vermelha.
En la década de 1990, la UFF amplió su estructura y comenzó a ofrecer nuevos cursos en campus de varios municipios del interior de Río de Janeiro. Gradualmente, a partir de estos cursos, se fueron constituyendo nuevos departamentos y facultades. En la década de 2000, estas unidades interiorizadas comenzaron a transformarse en Polo Universitarios de la UFF. Al mismo tiempo, en esta misma década, los cuatro centros universitarios temáticos creados a partir del estatuto de 1969 (Centro de Ciencias Médicas - CCM, Centro de Estudios Generales - CEG, Centro Tecnológico - CTC, Centro de Estudios Sociales Aplicados - CES) fueron extinguidos.

## Estructura
Actualmente, la UFF está constituida por 32 unidades de enseñanza (16 institutos, 11 facultades, 6 escuelas, 1 colegio de aplicación), cuatro polos en el interior, 27 polos de educación a distancia, una unidad avanzada en Oriximiná-PA, un núcleo experimental en Iguaba Grande y una finca-escuela en Cachoeiras de Macacu. Son en total 94 departamentos de enseñanza y 27 polos de educación a distancia. En posgrado hay 30 de doctorado, 43 de maestría, 5 maestrías profesionalizantes y 131 cursos de posgrado lato sensu (especialización). Hay 71.883 estudiantes de grado, de los cuales 49.843 están en cursos presenciales y 21.681 en cursos a distancia.
En total, 10,5 mil estudiantes recién aprobados para más de 136 cursos de grado, distribuidos en los campus de Niterói y otros nueve municipios del estado, y se prevé que en 2015 haya 11,2 mil vacantes. Actualmente, la Universidad de São Paulo (USP) tiene 58 mil estudiantes de grado frente a 49 mil de la UFF. Para gestionar este contingente de estudiantes, la UFF cuenta con 2.960 docentes, de los cuales 2.074 son doctores y 717 son magísteres, de los cuales 2.370 están en régimen de dedicación exclusiva y 121 en régimen de 40 horas. Además, cuenta con 4.695 servidores técnico-administrativos y 4.166 estudiantes de posgrado.
La universidad también posee una institución de educación básica secundaria vinculada, que sirve de campo de investigación y práctica a sus estudiantes de grado y posgrado, el Colegio Universitario Geraldo Reis - COLUNI. Hasta 2008, la UFF tenía dos colegios agrícolas (Colegio Agrícola Nilo Peçanha - CANP, en el municipio de Pinheiral, transferido al Instituto Federal de Río de Janeiro y el Colegio Técnico Agrícola Ildefonso Bastos Borges - CTAIBB, en Bom Jesús de Itabapoana) transferido al Instituto Federal Fluminense.
Forman parte de la estructura académica dos Bibliotecas Centrales y 28 sectoriales, la Coordinación de Archivos, el antiguo Archivo Central ubicado en el barrio de Charitas, el hospital universitario (Hospital Universitario Antonio Pedro - HUAP) con 276 camas, el laboratorio universitario (Laboratorio Universitario Rodolfo Albino - LURA), la Farmacia Universitaria, el Espacio UFF de Ciencias, el Centro de Asistencia Jurídica (CAJUFF), la Policlínica Odontológica, el Hospital Veterinario, el Servicio de Psicología Aplicada, la Guardería UFF, Dispensario-Escuela Mazzini Bueno, el Núcleo Experimental de Iguaba Grande, la Finca-escuela (Cachoeira de Macacu), la Unidad Avanzada José Veríssimo (ubicada en Oriximiná, en el Estado del Pará) y la Emisora Universitaria Unitevê.
El Centro de Artes UFF, centro cultural organizado y mantenido por la Universidad Federal Fluminense, se encuentra en el edificio de la Reitoria de la UFF, en la Rua Miguel de Frias no.9, en el barrio de Icaraí. En su conjunto de espacios, formando el centro cultural más completo de la ciudad, reúne la Galería de Arte UFF (galería de artes plásticas), el Espacio UFF de Fotografía (galería de fotografía), el Espacio Abierto UFF (instalaciones y talleres), el Cine Arte UFF (sala de cine) y el Teatro de la UFF (teatro, danza y música). El Centro de Artes UFF organiza exposiciones, conciertos, ciclos cinematográficos, obras de teatro y diversas presentaciones con el fin de promover una interacción artístico-cultural de la UFF con la comunidad. De forma periódica, realiza festivales de cine, danza y música. La UFF cuenta con la Orquesta Sinfónica Nacional (OSN-UFF), un cuarteto de cuerdas y un quinteto de música antigua.
En total, la UFF tiene alrededor de 150 edificios, siendo aproximadamente 100 de estos ubicados en Niterói, 349 laboratorios, 437 aulas, y nueve anfiteatros. Además de los edificios, también existen áreas destinadas a deportes, que abarcan un total de 92.792,91 metros cuadrados, distribuidos en los campus, y también un total de 5.018.422,00 metros cuadrados de área urbanizada.
La UFF cuenta con un edificio de residencia estudiantil, que ofrece estructura física y condiciones para la permanencia de los estudiantes matriculados que residen en lugares lejanos a los campus de la Universidad y se encuentran en situación de vulnerabilidad socioeconómica, de acuerdo con el Decreto n° 7.234 de 19 de julio de 2010 que regula el Programa Nacional de Asistencia Estudiantil (PNAES), y que residen a una distancia mínima de 32 km de la unidad. La Universidad Federal Fluminense tiene residencia estudiantil en funcionamiento en Niterói y Río das Ostras.

## Campus

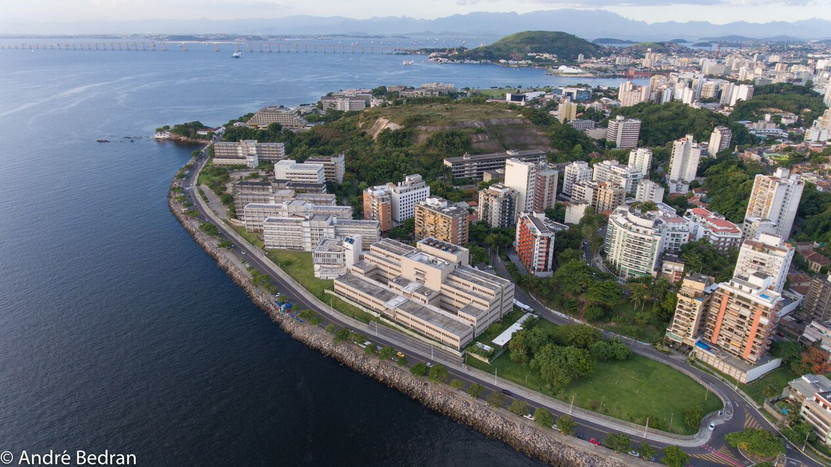
Foto aérea del Campus de Praia Vermelha, el segundo más grande en Niterói

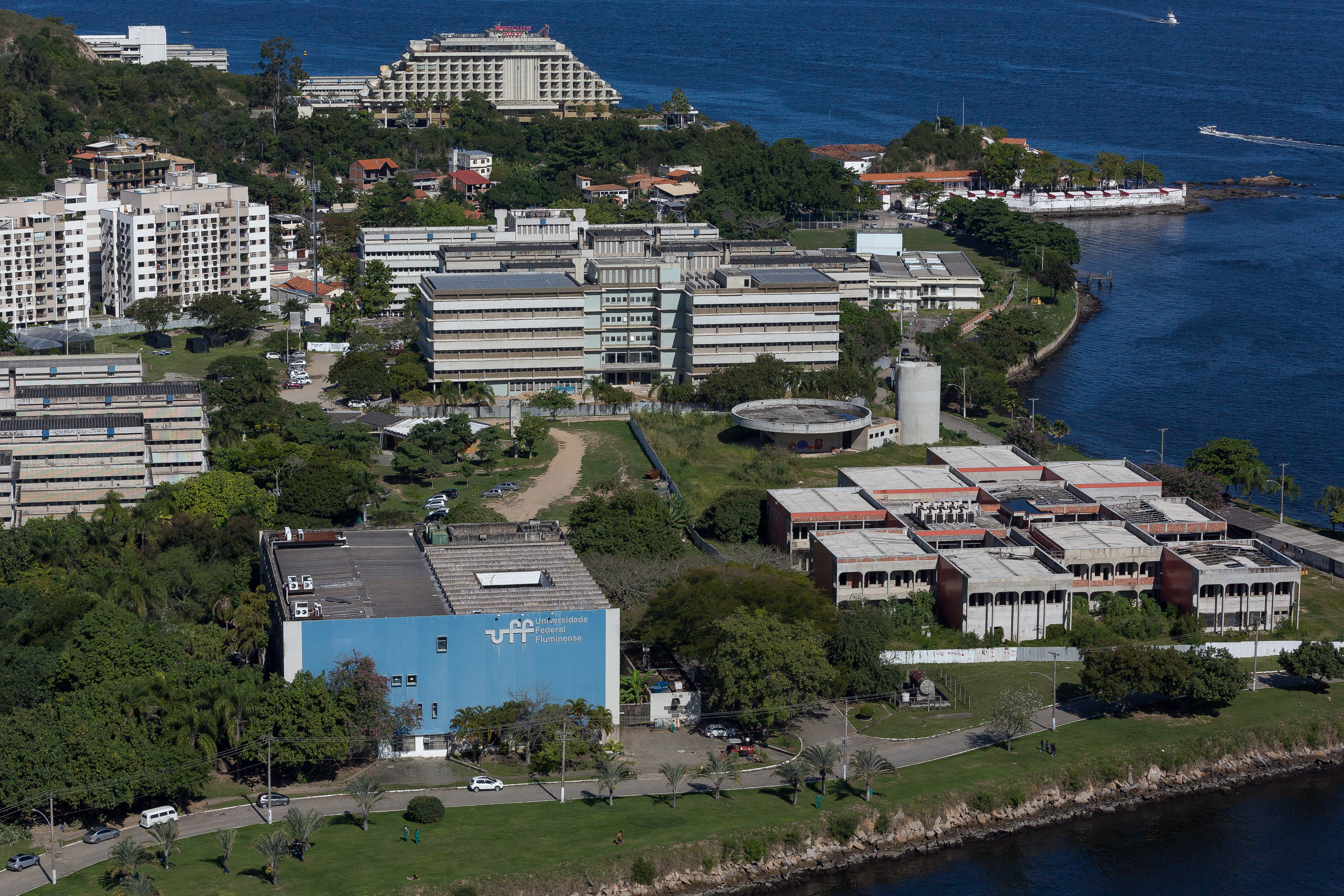
Foto aérea del Campus de Gragoatá, destacando el edificio de la Biblioteca Central

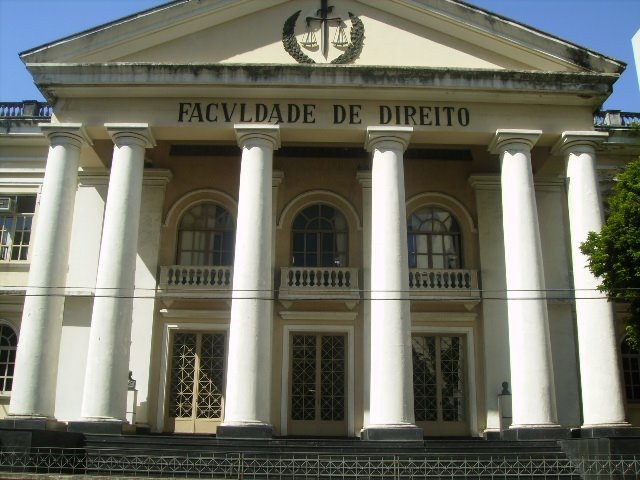
Fachada del edificio principal de la Facultad de Derecho de la UFF

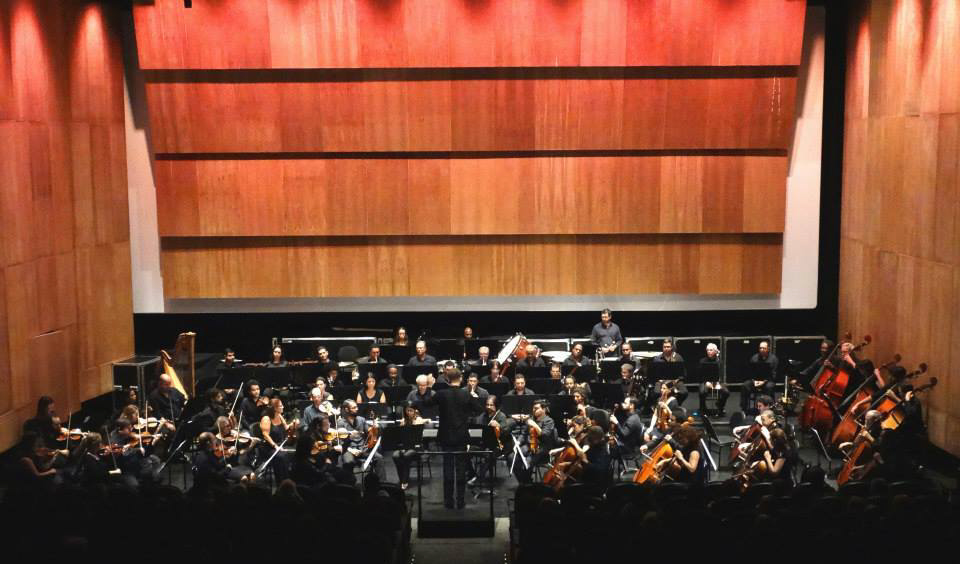
La Orquesta Sinfónica Nacional en presentación en el Centro de Artes UFF, Icaraí

La sede y la mayoría de las unidades de la UFF se encuentran en la ciudad de Niterói. En el momento de su creación, la ciudad era la capital fluminense. La ciudad vecina, Rio de Janeiro, constituía su propio estado, el estado de Guanabara, desde el 21 de abril de 1960, después de la transferencia de la capital federal a la recién construida Brasilia. Esta situación terminó en marzo de 1975, con la fusión de los dos estados, y la transferencia de la capital estatal a Rio de Janeiro, dando lugar a la actual configuración político-administrativa.  
Además de Niterói, la institución tiene unidades académicas en varios municipios del interior del estado de Rio de Janeiro, siendo la universidad federal más interiorizada del país. También forma parte del convenio mantenedor del Cederj, que imparte diversos cursos superiores semi-presenciales a través de polos localizados en todo el estado.
En el municipio de Niterói (campus sede):  
- Reitoria da UFF y Centro de Artes UFF, ubicados en la Rua Miguel de Frias en Icaraí; donde ensaya y se presenta la Orquesta Sinfónica Nacional de la Universidad Federal Fluminense y que alberga el Cine, el Teatro y la Galería de Arte de la UFF;
- Campus de Praia Vermelha: Instituto de Geociencias, Escuela de Ingeniería, Instituto de Computación, Escuela de Arquitectura y Urbanismo e Instituto de Física;
- Campus de Gragoatá: Facultad de Economía, Escuela de Trabajo Social, Facultad de Educación, Instituto de Letras, Instituto de Ciencias Humanas y Filosofía, Instituto de Historia, Instituto de Matemáticas y Estadísticas, Facultad de Turismo y Hotelería, Departamento de Educación Física, Restaurante Universitario, Guardería Universitaria, Alcaldía del Campus, Biblioteca Central de Gragoatá;
- Campus del Centro de Ciencias Médicas (CCM): edificios anexos al Hospital Universitario Antonio Pedro (HUAP, Facultad de Medicina e Instituto de Salud Comunitaria);
- Campus de Valonguinho: Facultad de Odontología, Facultad de Administración, Contabilidad, Instituto de Nutrición, Instituto de Química, Instituto de Biología, Directorio Central de Estudiantes, Biblioteca Central de Valonguinho, Instituto Anatómico, Policlínica Odontológica, Departamento de Estudios Estratégicos y Relaciones Internacionales;
- Colegio Universitario Geraldo Reis (Coluni-UFF);
- Escuela de Enfermería de la UFF;
- Facultad de Derecho de la UFF;
- Facultad de Farmacia de la UFF;
- Facultad de Veterinaria de la UFF;
- Instituto de Arte y Comunicación Social de la UFF;
- Coordinación de Archivos (Archivo Central).

En otros municipios:  
- Campos dos Goytacazes - dos campus: Instituto de Ciencias de la Sociedad y Desarrollo Regional y UFF campus Campos dos Goytacazes - Centro
- Petrópolis - Ingeniería de Producción
- Angra dos Reis - Instituto de Educación de Angra dos Reis;
- Nova Friburgo - Facultad de Odontología de Nova Friburgo;
- Rio das Ostras - Instituto de Humanidad y Salud - RHS e Instituto de Ciencia y Tecnología - RCT;
- Volta Redonda -  Instituto de Ciencias Humanas y Sociales de Volta Redonda, Escuela de Ingeniería Industrial Metalúrgica de Volta Redonda e Instituto de Ciencias Exactas de Volta Redonda;
- Santo Antônio de Pádua - Instituto del Noroeste Fluminense de Educación Superior;
- Oriximiná, PA (unidad avanzada);
- Cachoeiras de Macacu (granja-escuela);
- Iguaba Grande (núcleo experimental);
- Quissamã;
- Bom Jesus de Itabapoana;
- Cabo Frio;
- Arraial do Cabo;
- São João de Meriti;
- Macaé;
- Itaperuna;
- Miracema.

## Investigación
La UFF cuenta con profesores de maestría y doctorado dedicados a la investigación científica y académica. Investigaciones en curso en la UFF en 2020: Programa de Educación Tutorial (PET) Farmacia Viva, Clínica Corazón Valiente, Laboratorio SupraSelen y la lucha contra la Tuberculosis, Consultorio de Dietética y Alimentos Funcionales, Adilson Cabral - Radio Comunitaria, Bruno Penna - Infecciones Caninas, Proyectos Ciencia Bajo Tiendas, Metales Pesados en Bahía de Guanabara, Economía Creativa, Retinosis Pigmentar, Grupo de Investigación Alteridad Psicoanálisis y Educación, Psicopatologías Contemporáneas - Claudia Henschel, Tratamiento de Isquemia - Paulo Ocke, Prácticas de Lectura de los Estudiantes de la UFF - Joaci Furtado, Enfermedades Neumocócicas Invasivas - Felipe Piedade, Juegos Cognitivos para detección de enfermedades mentales en personas mayores, Sergio Barroso - Chocolate y sus beneficios.
En febrero de 2019, la UFF se destacó internacionalmente con investigaciones sobre ciudades inteligentes bajo la coordinación del profesor Luiz Satoru Ochi, que trabaja en el grupo de investigadores del Instituto de Computación. En marzo de 2020, la UFF convocó a investigadores especialistas de diversas universidades para estudiar el nuevo coronavirus COVID-19.

## Administración
Para administrar alrededor de R$ 1,9 mil millones en gastos corrientes (año de referencia 2019) la UFF es administrada por órganos superiores ejecutivos y colegiados. Los órganos superiores ejecutivos son la Reitoria - con el rector y el vicerrector - asesorados por las Pró-Reitorias, Superintendencias y directores y jefes de Departamentos y Núcleos administrativos y Asesorías. Además de la Oficina del Rector existen las Pró-Reitorías, que son: la Pró-Reitoría de Asuntos Estudiantiles (PROAES), de Posgrado, Investigación e Innovación (PROPPi), de Planeación (PROPLAN), de Extensión (PROEX), de Grado (PROGRAD) y de Gestión de Personas (PROGEPE). Las Superintendencias son de Comunicación Social (SCS), de Arquitectura, Ingeniería y Patrimonio (SAEP), de Documentación (SDC), de Relaciones Internacionales (SRI), de Operaciones y Mantenimiento (SOMA) y de Tecnología de la Información (STI).
Los órganos superiores colegiados son los Consejos Superiores, que en la UFF son tres: el Consejo Universitario (CUV), el más importante de los tres y que se ocupa de los asuntos políticos-institucionales y administrativos; el Consejo de Enseñanza, Investigación y Extensión (CEPEx), que se ocupa de los asuntos político-pedagógicos; y el Consejo de Curadores (CUR), que se ocupa del seguimiento financiero y fiscalización.
En las unidades universitarias - Institutos, Facultades y Escuelas - la administración se ejerce por la Dirección de la unidad, dividida entre un director y un vicedirector, y por el Consejo de la unidad. También hay un Jefe de Departamento y la Plenaria del Departamento, y, en el ámbito de los programas de pregrado y posgrado, existe la Coordinación del Curso o del Programa, con su respectivo Consejo de Curso o de Programa.

### Aspectos Educacionales
En diciembre de 2005, la UFF contaba, en educación superior, con 2,078 docentes en su plantilla permanente (54 % doctores, 30 % maestros, 9 % con al menos una especialización y los 7% restantes solo graduados). Con la contratación constante de nuevos profesores, en 2009 este número llegó a 2,852 (personal efectivo).  
En 2002, el cuerpo técnico-administrativo contaba con 4,187 servidores en su plantilla permanente, de los cuales 1,263 eran de nivel superior, 2,556 de nivel medio y 368 de apoyo, siendo esta cifra de 4,005 en datos de 2009. El cuerpo estudiantil está formado por 35,599 alumnos de pregrado, siendo 29,213 de cursos presenciales y 6,386 a distancia, 11,675 alumnos de posgrado, de los cuales 1,328 están en doctorados, 2,253 en maestrías académicas, 449 en maestrías profesionales, 7,500 en especializaciones y MBAs y 145 en residencia médica y multiprofesional.

#### Cursos de Grado
Actualmente, hay 136 cursos de grado, distribuidos en los "campi" de Niterói y otros nueve municipios del estado de Rio de Janeiro y se prevé que para 2015 haya 11,2 mil vacantes - en comparación, la Universidad de São Paulo (USP) tiene 58 mil estudiantes de grado frente a 49 mil de la UFF. En los últimos 10 años, la UFF ha avanzado en la intensificación de la interiorización de la universidad en el estado de Rio, con cursos presenciales de grado en Angra dos Reis (2); Campos dos Goytacazes (9); Itaperuna (1); Macaé (3); Miracema (1); Nova Friburgo (3); Petrópolis (1); Rio das Ostras (6); Santo Antônio de Pádua (6); Volta Redonda (13); Arraial do Cabo (1); Cabo Frio (1); Quissamã (1); São João de Meriti (1); y Bom Jesus de Itabapoana (1).